# Asmus Carstens
Asmus Jacob Carstens (* 10. Mai 1754 in Skt. Jørgen (nun St. Jürgen bei Schleswig); † 25. Mai 1798 in Rom) war ein deutsch-dänischer Maler und Vertreter des deutschen Klassizismus.

## Leben

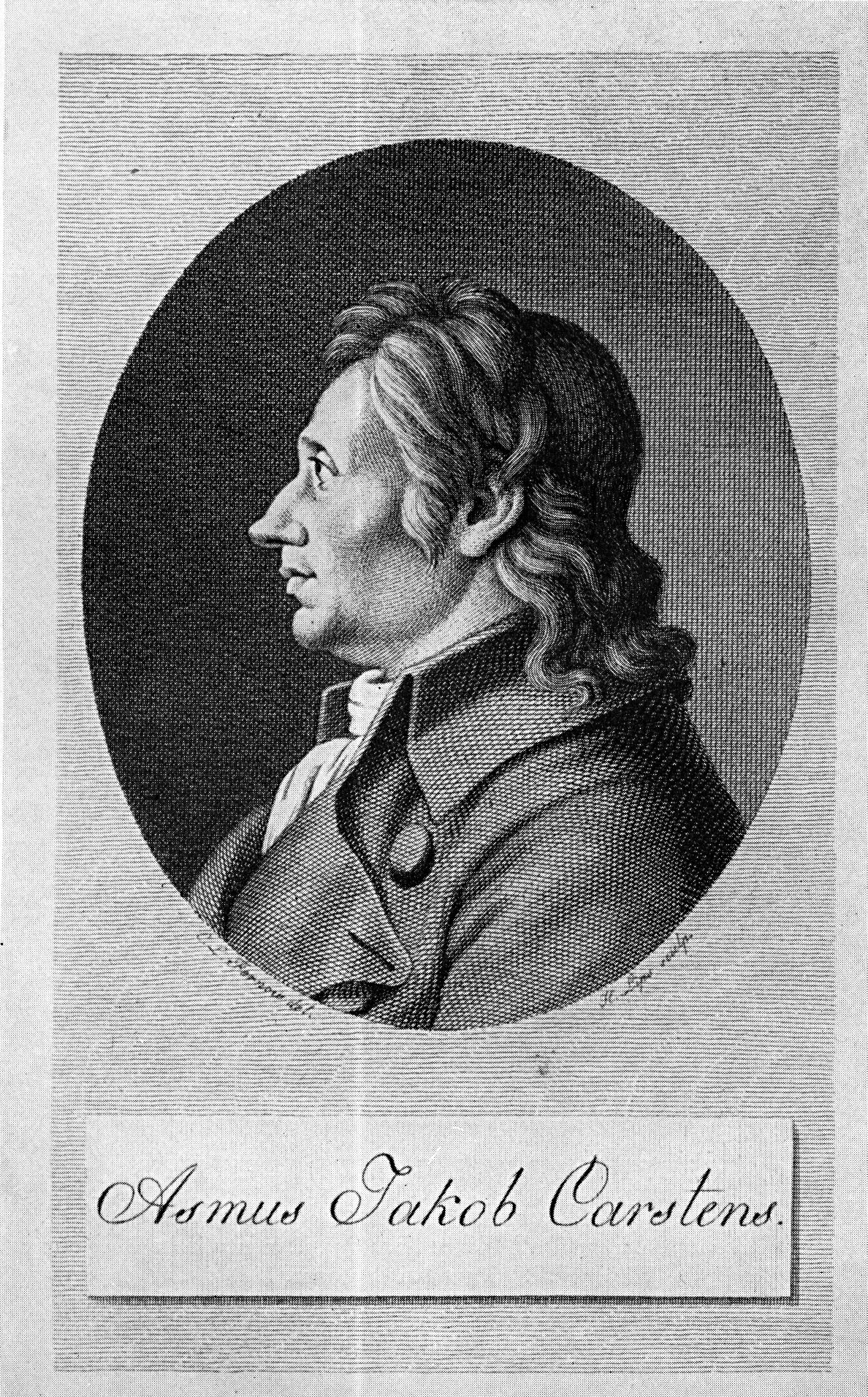
Jakob Asmus Carstens; Kupferstich von Johann Heinrich Lips nach einer Zeichnung von Karl Ludwig Fernow; 14:8 cm

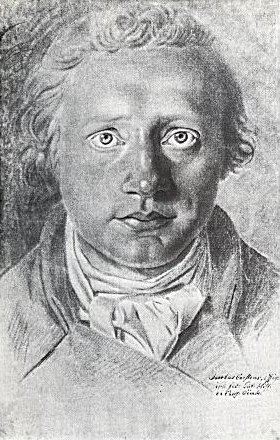
Asmus Carstens, Selbstporträt, ca. 1785

Asmus Carstens wurde als Sohn des Graupenmüllers Hans Carstens (1721–1762) und dessen Ehefrau Christina Dorothea, geborene Petersen (1726–1769) im damaligen Dorf Skt. Jørgen im damaligen noch dänischen Herzogtum Schleswig geboren. Der Ort ist heute ein Stadtteil der Stadt Schleswig in Schleswig-Holstein ist. Sein Bruder Friedrich Christian galt als bekannter Maler. Carstens lernte zunächst im Ratskeller zu Eckernförde entweder das Handwerk eines Küfers oder er begann dort eine Weinhändlerlehre. Mit zweiundzwanzig Jahren ging er nach Kopenhagen, um dort die renommierte Königlich Dänische Kunstakademie zu besuchen. Allerdings kam er mit dem Akademiebetrieb nicht zurecht, nahm nicht am Unterricht teil, verweigerte die Teilnahme am Aktzeichnen; das Fehlen dieser Ausbildung wird in seinen späteren Zeichnungen gelegentlich deutlich. Die an der Akademie gelehrte Ölmalerei wie überhaupt das Arbeiten mit der Farbe blieben ihm auch in seiner weiteren Karriere fremd.
Stattdessen bildete er sich autodidaktisch weiter. Seine Zeichentechnik erarbeitete er sich selbst: beim Betrachten der Natur prägte er sich Bilder ein, die er dann allein aus der inneren Anschauung zeichnete. Es kommt ihm auf die Einprägung und Gestaltung einer inneren Welt an.
Er studierte die Mythologie der Griechen, Germanen und Kelten, las die antiken Klassiker und beschäftigte sich mit der Philosophie seiner Zeit.
Carstens hoffte vergeblich auf ein Romstipendium der Akademie, die ihm verliehene Silbermedaille lehnte er ab. Daraufhin wurde er von der Akademie verwiesen. Eine mit seinem Bruder unternommene Romreise musste er aus Geldmangel vorzeitig abbrechen.
Ab 1783 lebte er in Lübeck und verdiente seinen Lebensunterhalt als Porträtmaler. Daneben versuchte er mit allegorischen und mythologischen Arbeiten seine künstlerischen Ideale zu verwirklichen. Er freundete sich mit dem Schriftsteller Karl Ludwig Fernow an, seinem späteren Biographen, der den Maler mit den ästhetischen Schriften Schillers und Kants bekannt machte.
Kontakte knüpfte er zu einigen Lübecker Senatoren, die ihm 1787 einen Aufenthalt in Berlin finanzierten.

### Berlin 1789–1792
Auch in Berlin hatte er zunächst wenig Erfolg, bis in der Akademieausstellung von 1789, bei der sein Bild Sturz der Engel gezeigt wurde, der preußische Minister von Heinitz auf ihn aufmerksam wurde und ihm einen Auftrag für Wand- und Deckengemälde im königlichen Schloss vermittelte. 1790 erhielt er auf Betreiben des Ministers eine Professur an der Akademie in Berlin. Aus dieser Zeit stammt die Zeichnung Bacchus und Amor, in der er nicht – wie bisher üblich – eine bestimmte Episode aus dem Leben des Gottes Bacchus darstellt, sondern unterschiedlichste Anregungen aus der Kunst- und Literaturgeschichte zu einer eigenen Bildidee entwickelte. In einem Karton von 1795 griff er in Rom dieses Thema wieder auf und erarbeitete danach eins seiner seltenen Ölgemälde.

### Rom 1792–1798
1792 wurde er von der Akademie für einen Aufenthalt in Rom beurlaubt. Dort befasste er sich mit dem Studium der Antike und vor allem studierte er Werke von Raffael und Michelangelo. Die Auseinandersetzung mit diesen Malern und mit den antiken Meisterwerken schlägt sich in seinen folgenden Arbeiten nieder.
1795 begann er mit seiner Arbeit an der Zeichnung Die Nacht mit ihren Kindern, die als sein Hauptwerk gilt.
„Die Nacht mit ihren Kindern Schlaf und Tod“

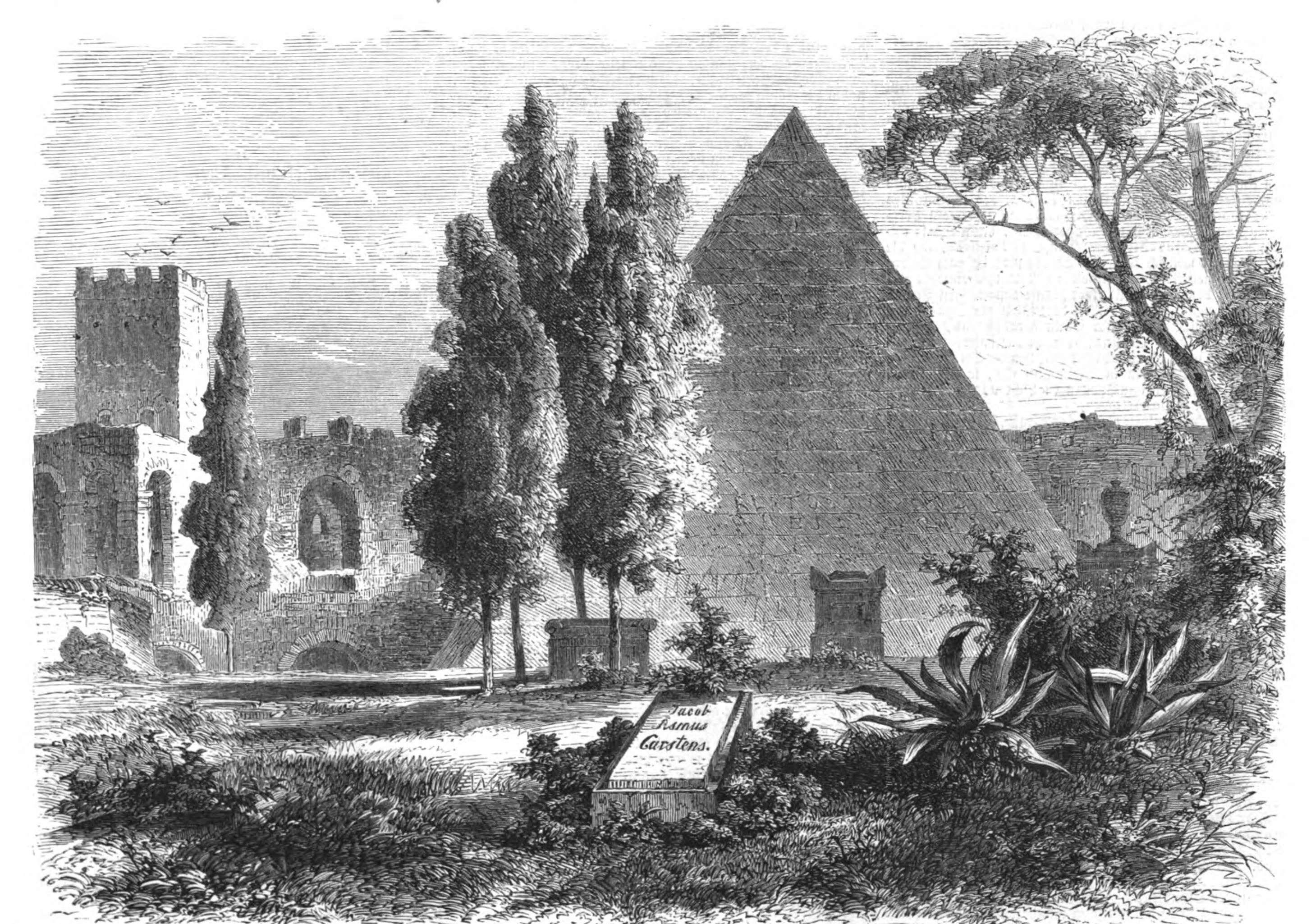
Grab von Asmus Carstens auf dem Protestantischen Friedhof bei der Cestius-Pyramide (Zeichnung von Arthur Blaschnik, 1874)

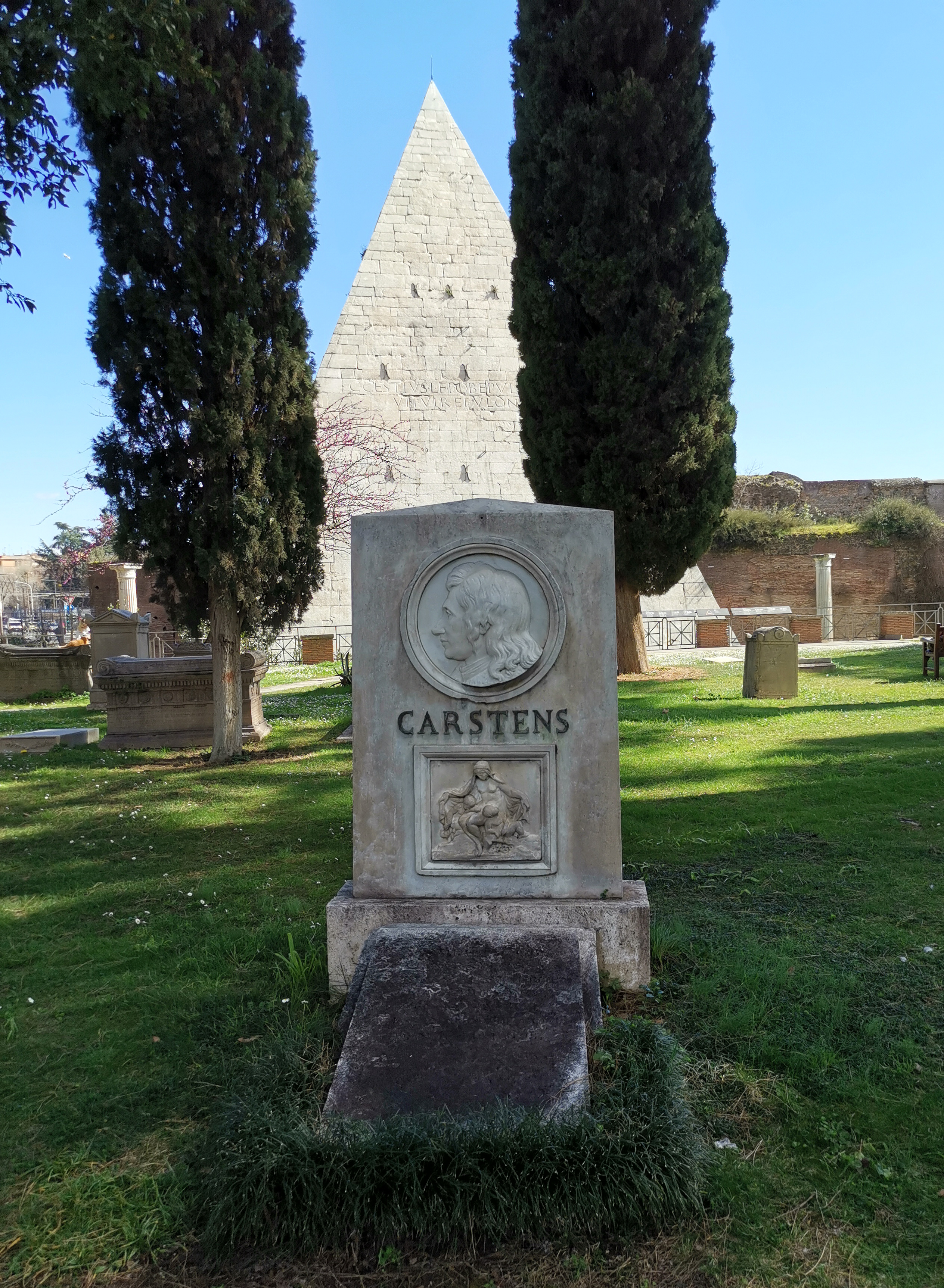
Grab auf dem Nichtkatholischen (Protestantischen) Friedhof Rom

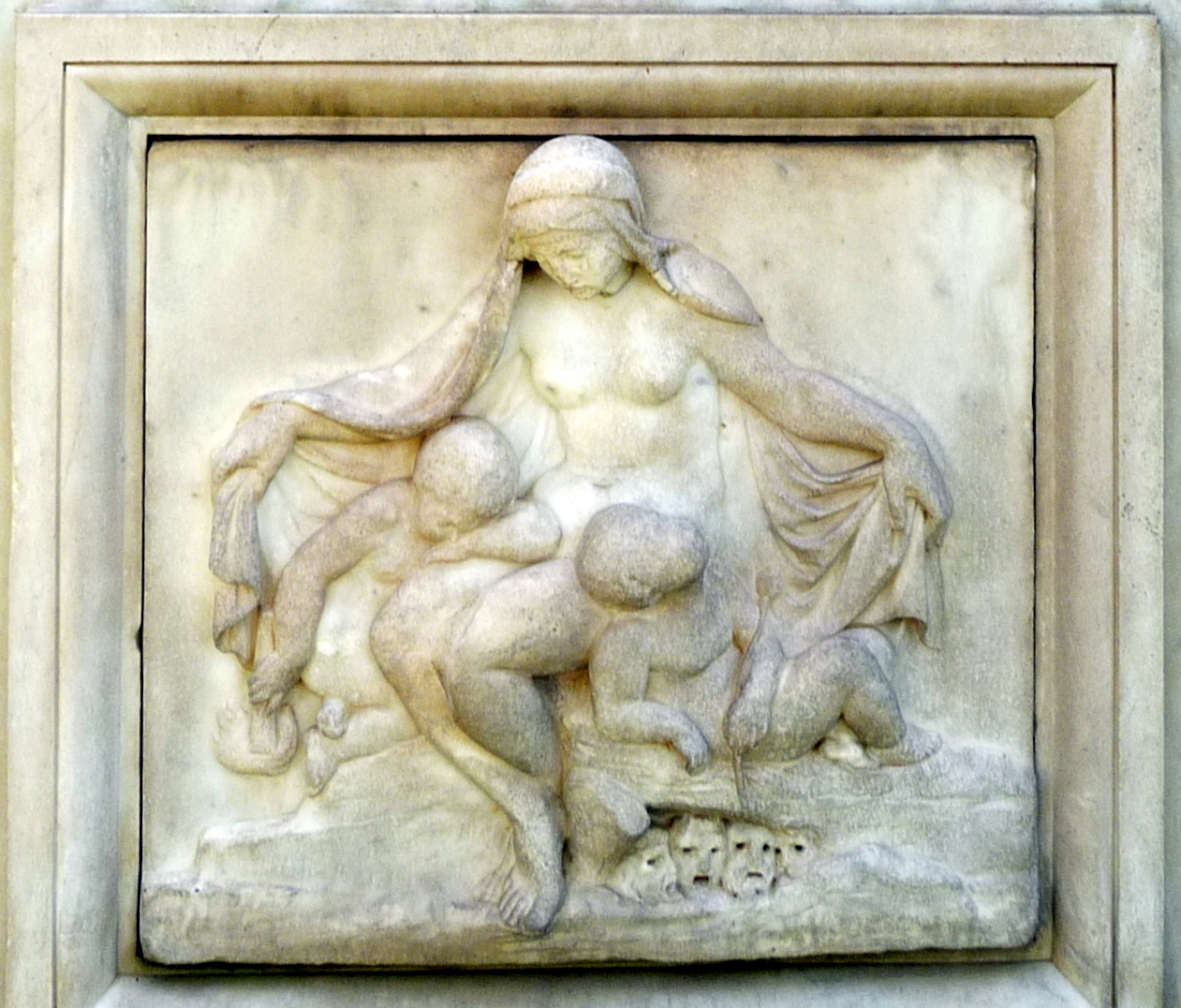
Die Nacht und ihre Kinder Schlaf und Tod, Relief nach Carstens Zeichnung auf Carstens Grabmal, Cimetero accatolico in Rom

Hauptfigur ist die Nacht (Nyx) mit ihren Kindern Schlaf (Hypnos) und Tod (Thanatos), der auf der linken Seite Nemesis, die Tochter der Nacht und Göttin der Vergeltung, gegenübergestellt wird. Hinter ihr steht mit verhülltem Haupt das Schicksal (Tyche) mit einem Buch, aus dem die drei Parzen Lachesis, Klotho und Atropos die Geschicke der Menschen vortragen. Quellen für sein Bild sind neben der Götterlehre seines Freundes Karl Philipp Moritz die Theogonie von Hesiod sowie Texte des Pausanias. Die Zeichnung ist keine traditionelle Allegorie, vielmehr soll sie mit ihren mythischen Gestalten – im Sinne der kunsttheoretischen Überlegungen Moritz’ als Sprache der Phantasie betrachtet werden, ... gleichsam eine Welt für sich ... und aus dem wirklichen Zusammenhang der Dinge herausgehoben. Die Phantasie herrscht in ihrem eigenen Gebiete nach Wohlgefallen ...
Carstens malt von diesem Bild im Auftrag eines dänischen Mäzens eine Fassung in Öl, die aber verschollen ist.
„Raum und Zeit“
Ein erster großer öffentlicher Erfolg gelang ihm 1795 in einer Ausstellung im ehemaligen Atelier Pompeo Batonis († 1787), wo er selbstbewusst verkündete, dass er „nicht der Berliner Akademie sondern der ganzen Menschheit gehöre“. Das in dieser Ausstellung gezeigte Bild Raum und Zeit ist ein Versuch, die kantischen Kategorien von Raum und Zeit bildlich darzustellen. Dieser Versuch wurde aber von der Kunstkritik mit Befremden wahrgenommen und von Friedrich Schiller mit einem spöttischen Distichon gewürdigt.
„Aufbruch des Eteokles“
Eins seiner letzten Werke ist die Zeichnung Aufbruch des Eteokles, ein Thema aus der Tragödie Sieben gegen Theben des Aischylos.
In der Anlage und der reliefartigen Bildarchitektur zeigt sich die Nähe dieses Bildes zu einer der Ikonen klassizistischer Malerei, dem Schwur der Horatier von Jacques Louis David. Jedoch zeigen sich bei verwandtem Thema und ähnlicher Szenerie deutliche Unterschiede: David zeigt die widerspruchslose Unterwerfung der Protagonisten unter das Gesetz, Carstens dagegen legt den Schwerpunkt auf die Klage der Schwestern des Eteokles und zeigt, dass sein Held sich zu der von der Staatsmacht geforderten Tat erst durchringen muss. Als Revolutionsikone ist sein Bild nicht geeignet.
Carstens verstarb 1798 in Rom und wurde auf dem Protestantischen Friedhof bei der Cestius-Pyramide bestattet. Ein von Leopold Rau nach der Carstens-Zeichnung Die Nacht mit ihren Kindern um 1879 geschaffenes Relief schmückt seinen Grabstein.
In der 2. Hälfte des 19. Jahrhunderts schien die Grabstätte nicht mehr auffindbar. Erst im Frühjahr 1874 gelang es dem Historienmaler Julius Naue, das Grab zu lokalisieren, obwohl dessen Inschrift unleserlich geworden war. Die Friedhofsverwaltung ließ das Grab öffnen, die Gebeine wurden in einen Bleisarg gebettet, und die ursprüngliche Steinplatte wurde restauriert, wobei man die Buchstaben in Blei auslegte.
Nach Carstens’ Tod wurde sein künstlerischer Nachlass zunächst von Fernow verwaltet, der ihn schließlich nach Weimar brachte, wo er in der Herzogin Anna Amalia Bibliothek aufbewahrt wird. Erst durch Fernow lernte Goethe den Maler kennen und schätzen, in dessen Werken er die in seinen Weimarer Preisaufgaben anvisierten Ziele einer Kunst, die sich formal an den Werken der klassischen Antike und thematisch an antiken Stoffen, vor allem an Homer orientiert, verwirklicht sah.

## Wirkung und Würdigungen
Für seine in klaren Umrissen gegebenen Zeichnungen modellierte er plastische Hilfsfiguren und konnte so der damals verflachten Kunst neue Räumlichkeit geben. Er galt daher als Leitfigur der 1860 gegründeten Kunstschule Weimar, die seit 1902 von dem Maler Hans Olde und dem Bildhauer Adolf Brütt durch Gründung der Weimarer Bildhauerschule 1905 im Zeichen der Sezessionen erneuert wurde.
Im Schleswiger Stadtmuseum gibt es einen Raum, welcher dem Maler Asmus Jakob Carstens gewidmet ist.
In Kopenhagen steht ein Denkmal für Carstens. Die Bronzefigur wurde zwischen 1880 und 1883 von dem dänischen Bildhauer Theobald Stein geschaffen.
Nach dem Maler wurde in Eckernförde die Straße „Asmus-Carstens-Hag“ benannt.

## Werke
- Selbstbildnis, farbige Kreidezeichnung, Hamburger Kunsthalle
- Der Morgen, Kopenhagen
- Bacchus und Amor, 1790, Kreidezeichnung, Kunstsammlungen zu Weimar
- Der schwermütige Ajax mit Tecmessa und Eurysakes, um 1791, Aquarell über Graphit, Kunstsammlungen zu Weimar
- Die Geburt des Lichts, 1794, Kreidezeichnung, Kunstsammlungen zu Weimar
- Die Helden im Zelt des Achill, 1784, Staatliche Kunstsammlungen, Berlin
- Überfahrt des Megapenthes, 1785, Gemäldegalerie, Berlin
- Die Nacht mit ihren Kindern Schlaf und Tod, 1795, Kreidezeichnung, Kunstsammlungen zu Weimar
- Raum und Zeit, 1795
- Ödipus bei Theseus, 1796, Kreidezeichnung, Kunstsammlungen zu Weimar
- Aufbruch des Eteokles zum Kampf gegen Polyneikes, 1797, Kreidezeichnung, Kunstsammlungen zu Weimar

## Zitate
Das Neueste aus Rom. Raum und Zeit hat man wirklich gemalt; es steht zu erwarten, dass man mit ähnlichem Glück nächstens die Tugend uns tanzt. Schiller, Xenien.